# Peter Coryllis
Peter Coryllis (Pseudonym für Walter Auerbach, weitere Pseudonyme: A. Biszet, Gundram Bork, Hans Jörg Cordell, Paoe Komara, Manfred Korinth, Hein Tiller; * 19. Juli 1909 in Hainichen, Sachsen; † 10. Juli 1997 in Sögel, Emsland) war ein deutscher Schriftsteller.

## Leben
Peter Coryllis war der Sohn eines Betriebsleiters. Er besuchte die Höhere Handelsschule, absolvierte danach eine kaufmännische Ausbildung und war anschließend Volontär bei einer Tageszeitung. Er unternahm ausgedehnte Reisen, unter anderem nach Westafrika und in den Nahen Osten. Während des Dritten Reiches wurde er mehrfach verhaftet und wegen Wehrkraftzersetzung zum Tode verurteilt; er verbrachte insgesamt fünf Jahre in Konzentrationslagern.
Nach dem Ende des Zweiten Weltkriegs war Peter Coryllis als Wirtschafts- und Steuerberater tätig. Seit 1952 lebte er in Dülmen/Westfalen, wo er seit 1958 Mittelpunkt des „Kreises der Freunde“ war, der ihn bei der Veröffentlichung seiner literarischen Werke unterstützte. 1983 zog Coryllis ins emsländische Walchum, wo er bis zu seinem Tode lebte.
Peter Coryllis' literarisches Werk umfasst erzählende Werke, Essays, Aphorismen, Gedichte und Dramen. Daneben gab er eine Reihe von lyrischen Schriftenreihen sowie Gedichtbände befreundeter Autoren und Anthologien heraus.
Peter Coryllis war Mitglied der „Interessengemeinschaft Deutschsprachiger Autoren“, des Düsseldorfer Künstlervereins Malkasten, der Regensburger Schriftstellergruppe International, der „Innsbrucker Gesellschaft der Lyrikfreunde“ und des Innsbrucker „Turmbundes“. Er erhielt 1973 den 1. Preis beim literarischen Wettbewerb des Malkastens und 1989 den Graphikum-Literaturpreis.

## Publikationen

### Als Autor
- Am kalten Kamin, Dülmen i.W. 1954
- Kleine Lese, Dülmen i. Westf. 1955
- Hans-Jürgen und Eleonore, Dülmen i. Westf. 1960
- Heiteres und Besinnliches in Versen, Dülmen i.W. 1960
- Mit spitzem Griffel, Dülmen i. Westf. 1960
- Gebt Frieden, Menschen!, Dülmen i.W. 1961
- Heiteres und Besinnliches in Prosa, Dülmen i.W. 1961
- Kleine Blütenlese, Dülmen/Westf. 1961
- Mensch, o gedenke!, Dülmen i.W. 1961
- Rost auf Gottes Geboten, Rothenburg ob d. Tauber 1961
- Die Schöpfung, Egnach TG 1961
- Die Furcht vergangen, Dülmen/Westf. 1962
- Der Himmel hat keine Gewehre, Rothenburg o.d.T. 1962
- Sieben Gesänge auf unser Geschick, Dülmen/Westf. 1962
- Und der Abgrund ist nicht das Ende, Hobbach über Aschaffenburg 1962
- Wölkchen unter blauem Himmel, Dülmen/Westf. 1962
- Licht unterm Brückenbogen, Hobbach/Aschaffenburg 1965
- Menschen, Gesichter, Stationen, Dachau 1965
- In den Segeln der Wind, Steyr 1966
- So schön ist die Welt, Steyr 1967
- Am Tag wird gesteinigt, München [u. a.] 1968
- Neuestzeit-Weihnachtslegende, Dülmen/Westf. 1968
- Unkenrufe und ein Quentchen Wahrheit, Rothenburg ob d. Tauber 1969
- Unterwegs, Recklinghausen 1969
- Salzburg, Steyr 1970 (zusammen mit Franz Riegersperger)
- Fresken an bröckelnde kalkige Wände gemalt, Dülmen [u. a.] 1971
- Zwischen Wolke und Wind, Salzburg 1971
- Du im Du, Steyr 1973
- Im Zeitenlauf, Steyr 1973
- Das Gedicht ist nicht tot, Dülmen 1974
- Hinter der grünen Stachelwehr, München 1974
- Der Kontakt von Mensch zu Mensch, Dülmen (W.) 1974
- Meine Haut atmet Herbst, Lahnstein 1974
- Zwischen gestern und morgen leuchtet die Mitternacht, Lahnstein 1974 (zusammen mit Alexandra Sadóra)
- Hinter deinen Schattenhänden, Salzburg 1975
- Das Abenteuer des Lebens, Dülmen 1976
- Auf daß die Welt, Schwarzenacker (Homburg)/Saar 1976
- Kleine lyrische Eskapaden, Dülmen 1976
- Nimm meine Liebe, Dülmen 1976
- Norwegen, Schwarzenacker (Homburg)/Saar 1976 (zusammen mit Lilo Peters)
- Wo die Uhren anders gehen, Dülmen 1976
- Es weihnachtet wieder, Dülmen 1977
- Im Aufwind der Worte, Dülmen 1977 (zusammen mit Brigitte von Streit)
- Kleine Worte, am Rand notiert, Dülmen 1977
- Licht im Dunkel zwischen den Zeiten, Dülmen 1977
- Und auf den Lippen der Gruß: Weidmannsdank!, Bovenden 1977
- Weglos weit ins Licht, Dülmen 1977
- Rufe und Träume im Raum, Dülmen 1978
- Signale zwischen Gestern und Morgen, Berlin 1979
- Visitenkarte, Bovenden 1979
- Eine Welt aus dem Nichts geboren, Merzhausen 1979
- Im Prismenglas der Worte, Dülmen 1982
- Kleine Texte im Zeitprofil, Dülmen 1982
- Blätterfall, Dülmen 1983
- Allen die fragen und zweifeln, Merzhausen 1984
- Jahr 2000 rückt immer näher, Walchum 1984
- … und es war ein Tag, Walchum 1984
- Der Welt Geheimnis, Dülmen 1984
- Bleib in meinen Tagen, Walchum 1986
- Städtegedenk- und andere Bilder, Walchum 1986
- … und die Augen unersättlich, Göttingen 1986 (zusammen mit Heinrich Korella)
- Alles Leben ist Wagnis, Walchum 1987
- Irgendwann irgendwo publiziert oder in der Schublade liegengeblieben, Walchum 1987
- O hätten wir nie die Schwalben verjagt und wären wir geblieben, die wir waren, Walchum 1987
- Am Rande des Weltgeschehens, Walchum 1988
- Missa in dubio, Walchum 1988 (zusammen mit Thomas Emmerig)
- Nur ein Tröpfchen Tau, Walchum 1988
- Über den Wolken das Licht, Walchum 1988
- Über die Grenzen hinaus, Walchum 1988
- Und über den Wassern der Wind, Walchum 1988
- Auf Wegen zwischen Tag und Nacht, Göttingen 1989
- Gedanken im Abenddunkelwerden, Walchum/Emsland 1989
- Noch im Zenit der Mitternacht, Walchum 1989
- Dinge, Texte + Geschehen, Walchum 1990
- In des Alltags verwirrenden Situationen, Walchum 1990
- Zurück zu den Quellen, Walchum/Emsland 1990 (zusammen mit Johanna Jonas-Lichtenwallner)
- Auf Flügeln der Zeit in Weite und Welt, Walchum/Emsland 1991 (zusammen mit Lia Frank)
- Hainichen - Heimat aus der Ferne, Walchum/Emsland 1991
- Wo auch die Lotusblumen blühen, Walchum 1991
- Ganz zuletzt, Obernburg 1993 (zusammen mit Irmtraud Klug-Berninger)
- Wo auch die Wildwasser rauschen, Walchum/Emsland 1993
- Nun schon zu sehr später Stunde, Walchum/Ems 1995
- Im Kosmos daheim, Walchum/Emsland 1996
- Die Umwelt heute … und die von drüben, Walchum/Emsland 1997
- 90 Jahre Peter Coryllis, Gelsenkirchen-Ückendorf 1999

### Als Herausgeber
- Alexandra Sadóra: Im Dunkel der Stille, Steyr 1972
- Deine Welt im knappen Wort, Dülmen 1976
- Nehmt mir die Freunde nicht, Dülmen 1976
- Zwischen neunzehn und einundzwanzig, Dülmen 1976
- Hans Faber-Perathoner: Im Schoß der Sprache - dinglos wie der Wind, Dülmen 1977
- Im Lichtbereich der Ethik Albert Schweitzers, Dülmen 1977
- Nachlese, Dülmen 1977
- Stille - Erfülltsein von Unsagbarem, Dülmen 1977
- Und du wirst die Sterne finden …, Dülmen 1977
- Sag ja und du darfst bei mir sein, Dülmen 1978
- Der Spiegel deiner selbst, Dülmen 1978
- Die Welt, in der wir leben, Dülmen 1978
- Schritte der Jahre, Dülmen 1979
- An der Pforte, Dülmen 1980 (zusammen mit Kathleen Thoma)
- Lichtband-Autoren-Bild-Lexikon, Dülmen 1980
- Irina Zaharescu: Die ungeliebten Kinder, Dülmen 1980
- Dalila Thomas-Roos: … aus dem Eulen-Nest, Dülmen 1981
- Wie es sich ergab, Dülmen 1981
- Kreis-der-Freunde-Bild-Lexikon, Dülmen 1982
- Nach Spuren suchen …, Walchum 1984
- Zeit darf nicht bemessen werden, Hamburg 1989
- Mensch und Welt in deiner Nähe, Hamburg 1990 (zusammen mit Kathleen Thoma)
- Das Licht, Kraftquell für Schönheit und Morgenwind, Walchum/Emsland 1991
- Vom Jungbleiben und Überleben, Walchum/Emsland 1991
- Es - du und ich in unserer Umwelt, Hamburg 1992
- Lachen, auch wenn Tränen rollen, Walchum/Emsland 1992
- Von unterwegs, Walchum/Emsland 1993
- Ehe es dunkelt am Abend, Walchum/Ems 1995 (zusammen mit Johanna Jonas-Lichtenwallner)